# Xenopsylla australiaca
Xenopsylla australiaca är en loppart som beskrevs av Mardon et Dunnet 1971. Xenopsylla australiaca ingår i släktet Xenopsylla och familjen husloppor. Inga underarter finns listade i Catalogue of Life.